# Tucson

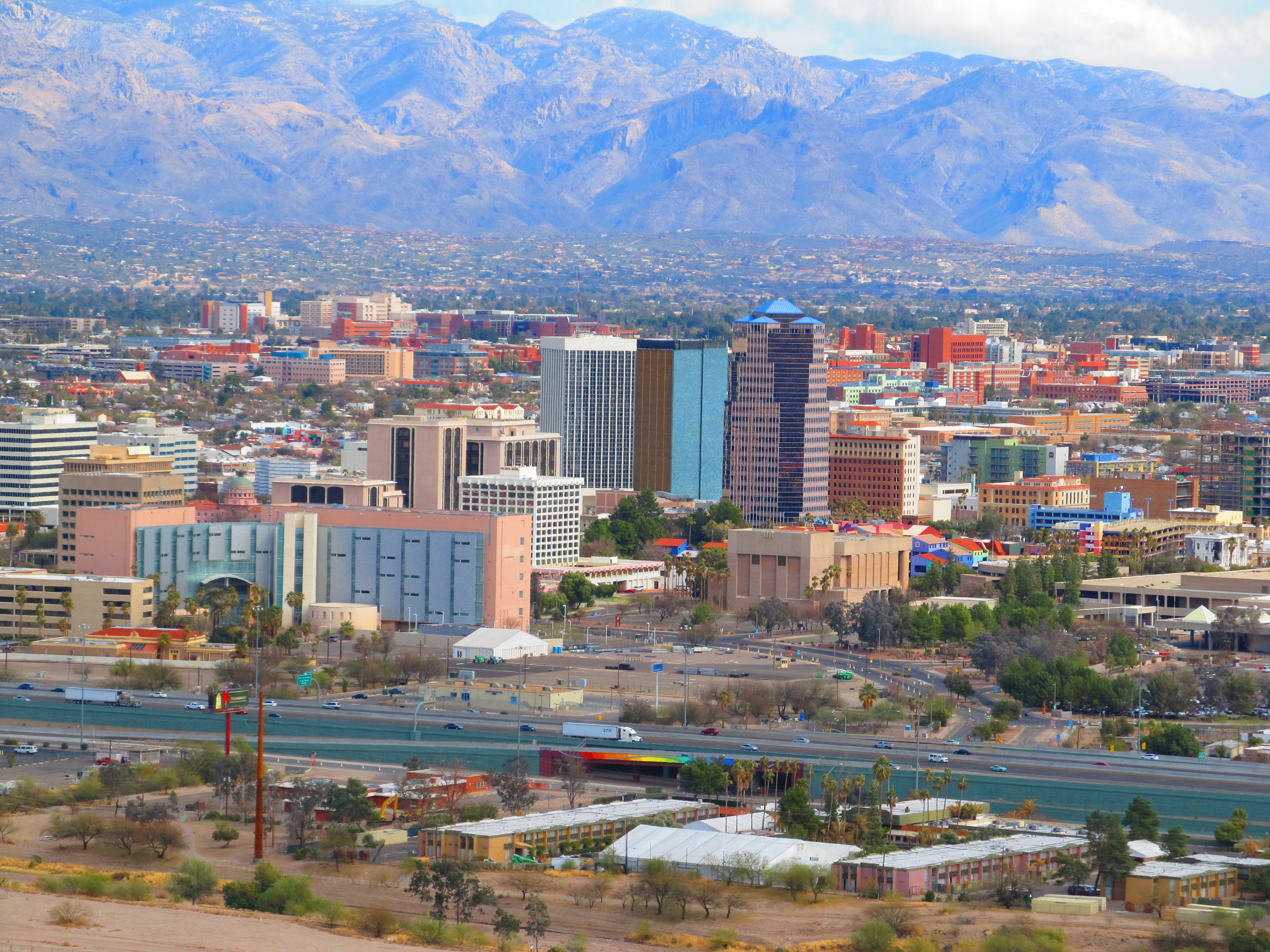
Centrum Tucsonu

Tucson (výslovnost ˈtuːsɒn) je sídlo v okresu Pima County, Arizoně v USA. Tucson leží 188 kilometrů jihovýchodně od Phoenixu a 98 km od hranice USA a Mexika. Při posledním sčítání obyvatel v roce 2020 mělo město 542 629 obyvatel, celá metropolitní oblast pak měla 1 043 433 obyvatel. Tucson je největším městem v jižní Arizoně a druhým největším v celém státě. 
Je sídlem University of Arizona.
Anglické jméno Tucson pochází ze španělského jména Tucsón [tuk'son], které pochází z jazyka původního národa O'odham Cuk Ṣon (výslovnost [ʧʊk ʂɔn]) a znamená na úpatí černého kopce, což odkazuje na černé vulkanické hory Sentinel Peak.
Tucson byl založen jako vojenská základna v roce 1775 a po osamostatnění Mexika až do Gadsenovy koupě v roce 1853 patřil k mexickému státu Sonora. Několik dekád byl největším městem Arizony, kolem roku 1920 ho ale předstihl Phoenix.

## Demografie
Podle sčítání lidu z roku 2010 zde žilo 520 116 obyvatel.

### Rasové složení
- 69,7 % bílí Američané
- 5,0 % Afroameričané
- 2,7 % američtí indiáni
- 2,9 % asijští Američané
- 0,2 % pacifičtí ostrované
- 17,8 % jiná rasa
- 3,4 % dvě nebo více ras

Obyvatelé hispánského nebo latinskoamerického původu, bez ohledu na rasu, tvořili 41,6 % populace.

## Sport
Ve městě sídlí hokejový klub Tucson Roadrunners, který vznikl v roce 2016. Nastupuje v Pacifické divizi American Hockey League (AHL). Zároveň byl farmářským klubem NHL celku Arizona Coyotes. Své domáci zápasy hrají ve víceúčelové aréně Tucson Convention Center.

## Osobnosti města

### Rodáci
- Barbara Edenová (* 1931), americká herečka[4]
- Linda Ronstadt (* 1946), americká zpěvačka[5]
- Gabrielle Giffordsová (* 1970), americká politička, kongresmanka Sněmovny reprezentantů v letech 2007–2012[6]
- Kyrsten Sinemová (* 1976), americká politička, v letech 2019–2025 senátorka USA za stát Arizona[7]
- Will Claye (* 1991), americký atlet, specializující se na skok daleký a trojskok[8]
- Hailey Bieberová (* 1996), americká modelka[9]
- Matthew Riccitello (* 2002), americký silniční cyklista[10]

### Obyvatelé
- Koloman Sokol (1902–2003), slovenský malíř, ilustrátor a vysokoškolský učitel[11]
- Joseph Bonanno (1905–2002), italsko-americký mafiánský boss[12]
- Willis Eugene Lamb (1913–2008), americký fyzik, nositel Nobelovy ceny za fyziku.za rok 1955[13]
- Martin Zoborosky (1916–1989), kanadský hokejový obránce[14]
- Ray Bradbury (1920–2012), americký spisovatel[15]
- Lee Marvin (1924–1987), americký herec, držitel Oscara[16]
- Frank Borman (1928–2023), americký astronaut[17]
- Duane Eddy (1938–2024), americký rock and rollový kytarista a hudební skladatel[18]
- Kate Walsh (* 1967), americká herečka[19]
- Taryn Manning (* 1978), americká herečka a zpěvačka[20]

## Partnerská města
- Almaty, Kazachstán
- Ciudad Obregón, Mexiko
- Guadalajara, Mexiko
- Liou-pchan-šuej, Čína
- Nuakšott, Mauritánie
- Pécs, Maďarsko
- Hrabství Roscommon, Irsko
- Segovia, Španělsko
- Sulajmáníja, Irák
- Tchaj-čung, Tchaj-wan
- Trikala, Řecko